# ジョンズタウン駅
ジョンズタウン駅（英語：Johnstown Station）は、ペンシルベニア州ジョンズタウンウォルナット・ストリート47にある駅。Little Conemaugh川を渡ったジョンズタウン市街の北に位置する。駅舎はKenneth MacKenzie Murchisonによって1916年に建てられた。バスの乗り換えが出来る。

## 利用可能な鉄道路線／列車
アムトラックキーストン回廊のジョンズタウン駅に停車する列車は下記の通り。
ピッツバーグとニューヨーク間の昼行長距離列車ペンシルベニアン号…1日1往復停車

## ギャラリー

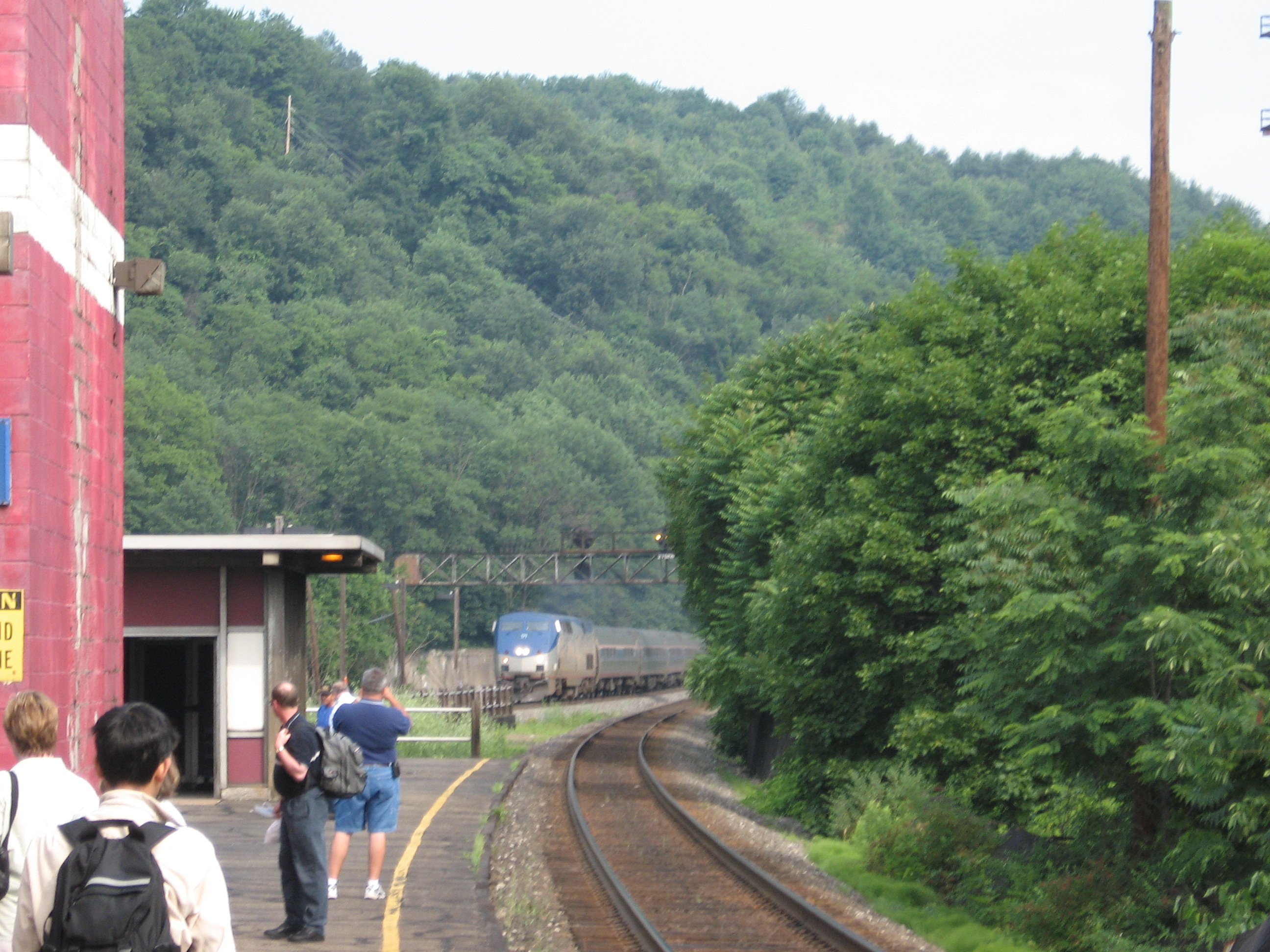
ジョンズタウン駅に到着するペンシルベニアン号
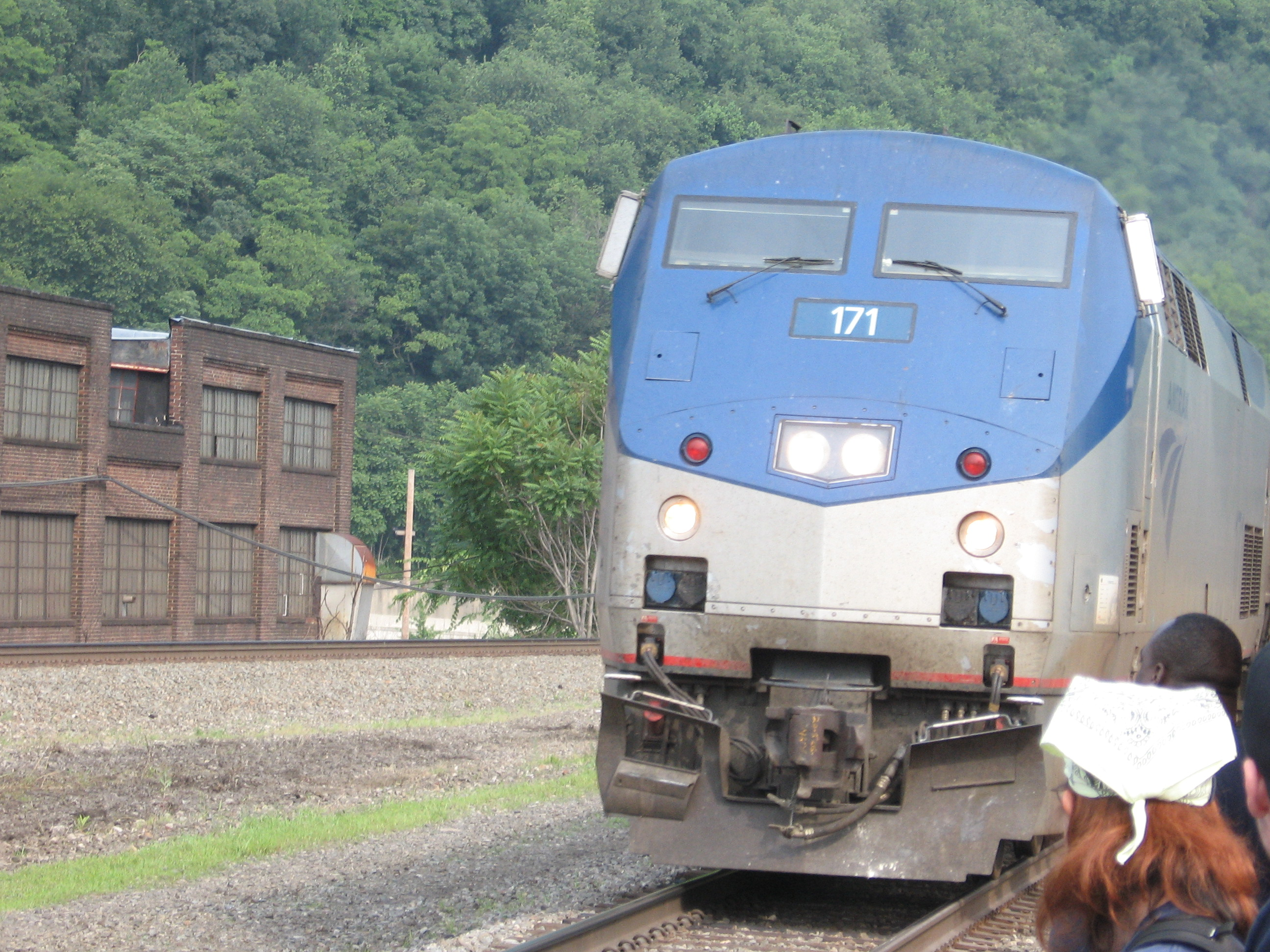
ペンシルベニアン号